# 376 Dywizja Piechoty (III Rzesza)
376 Dywizja Piechoty (niem. 376. Infanterie-Division) – niemiecka dywizja z czasów II wojny światowej, uczestniczyła w walkach na terytorium Związku Radzieckiego. Zniszczona pod Stalingradem.
Sformowana w Angoulême na terytorium okupowanej Francji na mocy rozkazu z 21 marca 1942, w 19. fali mobilizacyjnej przez VII Okręg Wojskowy. Po walkach na terytorium ZSRR w rejonie Charkowa, Biełgorodu i Kałacza została zamknięta w kotle stalingradzkim. W styczniu 1943 została zniszczona przez Armię Czerwoną.

## Dowódcy dywizji
- gen. por. Alexander Edler von Daniels 1 IV 1942 – 31 I 1943;
- płk Hans Kissel IV 1943 – IV 1943;
- gen. por. Arnold Szelinski IV 1943 – 9 XII 1943;
- gen. por. Otto Schwarz 11 XII 1943 – 4 IX 1944.

## Struktura organizacyjna
- Skład w marcu 1942:

672., 673. i 767. pułk piechoty, 376. pułk artylerii, 376. batalion pionierów, 376. oddział rozpoznawczy, 376. oddział przeciwpancerny, 376. oddział łączności, 376. polowy batalion zapasowy;
- Skład w kwietniu 1943:

672., 673. i 767. pułk grenadierów, 376. pułk artylerii, 376. batalion pionierów, 376. oddział rozpoznawczy, 376. oddział przeciwpancerny, 376. oddział łącznośc;
- Skład w lipcu 1943:

672., 673. i 767. pułk grenadierów, 376. pułk artylerii, 376. batalion pionierów, 376. batalion fizylierów, 376. oddział przeciwpancerny, 376. oddział łączności, 376. polowy batalion zapasowy;
- Skład w styczniu 1944:

672. i 673. pułk grenadierów, 167. grupa dywizyjna (315. i 331. grupa pułkowa), 376. pułk artylerii (I./376., II./238., III./376. i IV./40. pułku artylerii), 376. batalion pionierów, 376. batalion fizylierów, 376. oddział przeciwpancerny, 376. oddział łączności, 376. polowy batalion zapasowy;